# Эллисон, Ларри
Ло́уренс Джо́зеф «Ла́рри» Э́ллисон (англ. Lawrence Joseph «Larry» Ellison; род. 17 августа 1944 года, Бронкс, Нью-Йорк, США) — американский предприниматель, сооснователь, председатель совета директоров и CTO корпорации Oracle, бывший генеральный директор (CEO) Oracle (1976—2014), крупнейший акционер компании NetSuite (поглощённой Oracle в 2016 году за $9,3 млрд), начальный инвестор компании Salesforce.

## Биография

### Детство
Родился в Нью-Йорке у 19-летней незамужней еврейки Флоренс Спеллман (англ. Florence Spellman). Его отцом был пилот американских ВВС итальянского происхождения. Отца перевели за границу на новое место службы ещё до того, как Спеллман поняла, что беременна. Когда девятимесячный Ларри заболел пневмонией, мать поняла, что не может нормально заботиться о своём ребёнке; по просьбе матери он был передан на воспитание дяде и тёте его матери в Чикаго. Лилия Спеллман Эллисон (англ. Lillian Spellman Ellison) и Льюис Эллисон (англ. Louis Ellison) усыновили Ларри, когда ему было 9 месяцев. Эллисон не знал, как зовут его мать, и не встречался с ней, пока ему не исполнилось 48 лет.
Эллисон вырос в Чикаго, посещал там школу и начал обучение в Иллинойском университете в Урбане и Шампейне. В связи со смертью приёмной матери не стал сдавать экзамены после второго года обучения. После лета, проведённого в северной Калифорнии с другом Чаком Вейссом, вернулся в Чикаго и проучился семестр в Чикагском университете, где впервые познакомился с вычислительной техникой. В 1964 году в возрасте 20 лет переехал в северную Калифорнию.

### Карьера
В начале 1970-х годов работал в компаниях Amdahl и Ampex. Одним из его проектов в Ampex была разработка СУБД для ЦРУ, которую он назвал «Oracle» (Оракул).
На Эллисона большое влияние оказала статья Эдгара Кодда «A Relational Model of Data for Large Shared Data Banks», которая считается первой работой по реляционной модели данных. Он, совместно с двумя коллегами по Ampex, основал в 1977 году компанию Software Development Laboratories (SDL). В 1979 году SDL была переименована в Relational Software Inc., а ещё через несколько лет — в 1982 году — в Oracle, по названию основного продукта — Oracle Database. Зная о существовании СУБД IBM System R, которая также базировалась на идеях Кодда, Эллисон попытался сделать СУБД Oracle совместимой с ней. Однако IBM отказалась раскрывать исходные коды программы и обеспечить совместимость СУБД не удалось. Первой выпущенной версией стала СУБД Oracle v2 в 1979 году, из маркетинговых соображений первый номер версии не присваивался.
В 1980-е годы Oracle занималась выпуском новых версий СУБД. В 1986 году акции Oracle стали котироваться на бирже, за три года компания удесятерила продажи, которые достигли $584 млн. Однако уже в 1990 году компания столкнулась с трудностями, объявив об убытках, и вынуждена была уволить сотни своих сотрудников.
В сентябре 2014 года ушёл с поста генерального директора корпорации Oracle, проработав на этом посту почти 38 лет — со времени основания корпорации, но он остался председателем совета директоров и занял пост директора по технологиям (CTO) корпорации Oracle. На этом посту в его ведении останется управление разработкой программного и аппаратного обеспечения компании Oracle.

## Состояние
Впервые имя Эллисона появилось в журнале Forbes в 1986 году, тогда его состояние оценивалось в $185 млн. В период пика стоимости технологических компаний перед крахом доткомов в 2000 году состояние оценивалось $48 млрд. На сентябрь 2012 года состояние оценивалось в $44 млрд — третье в США (после состояний Гейтса и Баффетта). В 2024 году он обогнал не только Гейтса и Баффетта, но также Цукерберга и Безоса и вышел на второе место в мире, преодолев планку в 200 млрд долларов.
На февраль 2016 года состояние оценивалось в $43,6 млрд; в 2019 году — в $62,5 млрд, что обеспечило 7-е место в рейтинге богатейших людей мира по версии Forbes. На ноябрь 2024 года его состояние уже оценивалось в $206 млрд (3-е  место в мире после И. Маска и Дж. Безоса). По состоянию на июль 2025 года состояние Ларри Эллисона составляло приблизительно $262,2 млрд, что выводит его на второе место в мировом рейтинге богатейших людей после Илона Маска по версии Forbes.
Владеет 98 % территории гавайского острова Ланаи (приобрёл в 2012 году у Дэвида Мёрдока) и авиакомпанией Island Air, осуществляющей сообщение с островом.

## Личная жизнь
Эллисон был женат 4 раза, его жёны: Ада Куинн (Ada Quinn, 1967—1974), Нэнси Уиллер (Nancy Wheeler, 1977—1978), Барбара Бут (Barbara Boothe, 1983—1986), Мелани Крафт (2003—2010). В браке с Барбарой Бут родилось двое детей — Дэвид и Меган, кинопродюсеры и основатели Skydance Media и Annapurna Pictures соответственно.